# الصدر الشهيد
الصَّدر الشهيد
(483 - 536هـ، 1090 - 1141م) عمر بن عبد العزيز بن مازة البخاري، أبو محمد، برهان الأئمة، حسام الدين المعروف بالصدرالشهيد. أصولي حنفي من أكابر الحنفية من أهل خراسان . قتل بسمرقند ودفن في بخارى.

## مؤلفاته
- الجامع  [1]
- الفتاوى الصغرى
- الفتاوى الكبرى
- عمدة المفتي والمستفتي
- الواقعات الحسامية
- شرح أدب القاضي
- شرح الجامع الصغير
- في تذكرة النوادر
- ترتيب الجامع الصغير